# Мокролух
Мокролух (слч. Mokroluh) насељено је мјесто са административним статусом сеоске општине (слч. obec) у округу Бардјејов, у Прешовском крају, Словачка Република.

## Становништво
| Година:    | 1994. | 2004.    | 2014.   | 2024.   |
| ---------- | ----- | -------- | ------- | ------- |
| Број људи: | 587   | 714      | 730     | 769     |
| Разлика:   |       | +21,63 % | +2,24 % | +5,34 % |

| Година:    | 2023. | 2024.   |
| ---------- | ----- | ------- |
| Број људи: | 750   | 769     |
| Разлика:   |       | +2,53 % |

Према подацима о броју становника из 2024. године насеље је имало 769 становника.